# Elsendorf
Elsendorf là một đô thị thuộc huyện Kelheim, bang Bayern, Đức. Elsendorf có diện tích 32,66 km2. Dân số cuối năm 2006 là 2049 người.